# Transenpitar americana
Transenpitar americana is een tweekleppigensoort uit de familie van de Veneridae. De wetenschappelijke naam van de soort is voor het eerst geldig gepubliceerd in 1951 door Doello-Jurado in Carcelles.